# Schwörstadt
Schwörstadt es un municipio de Alemania de unos 2390 habitantes perteneciente al distrito de Lörrach, en el estado federado de Baden-Wurtemberg. Consiste de las aldeas Schwörstadt y Dossenbach. Tiene una superficie total de 2008 ha, de las cuales la mitad de ellas están cubiertas de bosque. Está ubicado a una altitud de 296 - 481 m entre el Dinkelberg y el Alto Rin, río fronterizo con Suiza.

## Historia

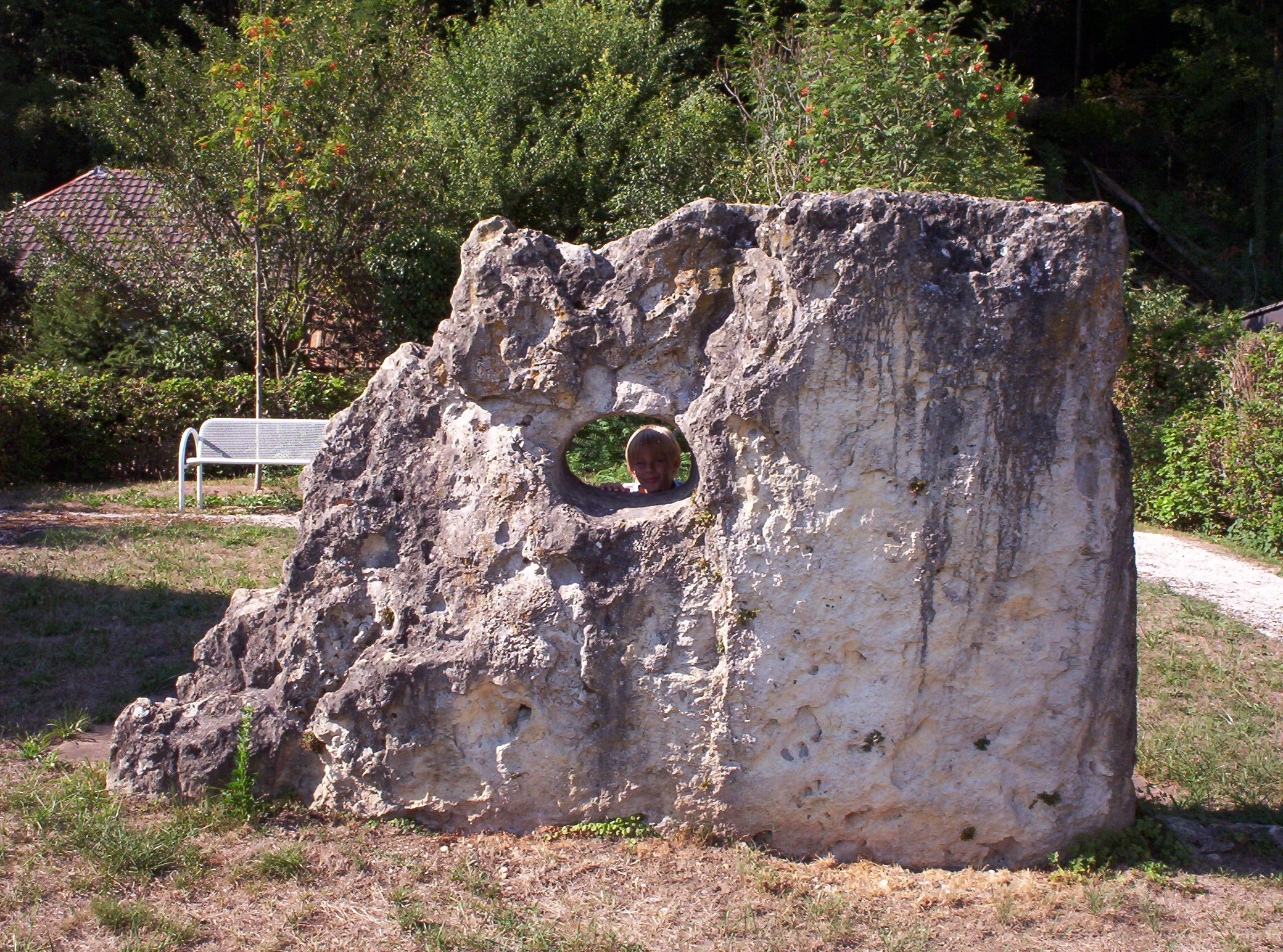
Heidenstein en Schwörstadt.

El asentamiento alrededor de Schwörstadt se remonta a la Edad de Piedra. Esto se evidencia, entre otras cosas, por el Heidenstein, un remanente de un dolmen del tipo Schwörstadt alrededor del centro de la aldea, que originalmente sirvió como la piedra de entrada a un sistema megalítico.
Schwörstadt fue mencionado por primera vez en un documento en 1246. En una disputa original de 1393, por Johannes Schäfer en desacuerdo con la Orden Teutónica en Beuggen, Schwörstadt se conoce como "Swestat".

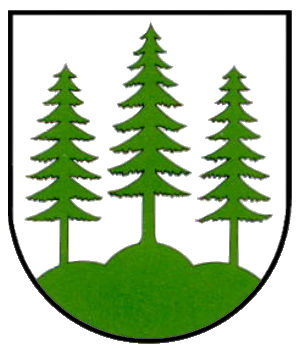
Escudo de armas de Dossenbach

Se puede llegar al distrito de Dossenbach en la meseta del Dinkelberg. El pueblo fue mencionado por primera vez en 1247. El evento más significativo en la historia de Dossenbach fue probablemente la famosa batalla en Dossenbach, en la que el 27 de abril de 1848, durante la Revolución de Baden, la radical "Legión Democrática Alemana" democrática de Georg Herwegh fue aplastada por las tropas de Württemberg, solo una semana antes el tren de cola en Scheideck cerca de Kandern que había sido golpeado.
Hasta finales de 1972, Schwörstadt pertenecía al distrito de Säckingen. Cuando esto se disolvió, la comunidad no vino al distrito de Waldshut, en contraste con la mayor parte del distrito, sino que se incorporó al distrito de Lörrach.
Ya en 1929, los municipios de Ober y Niederschwörstadt (incluida la compañía tenedora de varillas Niederdossenbach) se habían fusionado para formar el municipio de Schwörstadt.
Como parte de la reforma del área municipal en Baden-Württemberg, Dossenbach se incorporó a Schwörstadt el 1 de julio de 1971.